# Guo Dan
Guo Dan és una arquera de la República Popular de la Xina que va competir per a la Xina als Jocs Olímpics d'Estiu de 2008.